# Corneilla-de-Conflent
Corneilla-de-Conflent (katalanisch Cornellà de Conflent [kurnə'ʎaðəkuɱ'flen]) ist eine französische Gemeinde mit 532 Einwohnern (Stand 1. Januar 2022) im Département Pyrénées-Orientales in der Region Okzitanien. Sie gehört zum Arrondissement Prades und zum Kanton Le Canigou.

## Lage
Das Gemeindegebiet wird vom Fluss Cady durchquert. Nachbargemeinden von Corneilla-de-Conflent sind Ria-Sirach im Norden, Fillols im Osten, Vernet-les-Bains im Süden, Fuilla im Westen, sowie Villefranche-de-Conflent im Westen.

## Bevölkerungsentwicklung
| Jahr      | 1962 | 1968 | 1975 | 1982 | 1990 | 1999 | 2017 |
| Einwohner | 401  | 398  | 365  | 397  | 417  | 426  | 490  |

## Sehenswürdigkeiten
- Romanische Kirche Sainte-Marie (11./12. Jahrhundert)

## Persönlichkeiten
- George-Daniel de Monfreid (1856–1929), Maler und Sammler, starb in Corneilla